# Билгарка
Би́лгарка (болг. Българка) — село в Силістринській області Болгарії. Входить до складу общини Сілістра.

## Населення
За даними перепису населення 2011 року у селі проживали 103 особи, усі — болгари.
Розподіл населення за віком у 2011 році:
Динаміка населення: